# Lymantria lepcha
Lymantria lepcha är en fjärilsart som beskrevs av Moore 1879. Lymantria lepcha ingår i släktet Lymantria och familjen tofsspinnare. Inga underarter finns listade i Catalogue of Life.